# Stephen Beattie
Stephen Beattie, ou Stephen Halden Beattie, né le 29 mars 1908 mort le 20 avril 1975 est un officier de la Royal Navy. Gallois, il est récipiendaire de la Croix de Victoria, la récompense la plus élevée et la plus prestigieuse pour bravoure face à l'ennemi pouvant être décernée aux forces britanniques et du Commonwealth.

## Biographie
Beattie est né à Leighton, Montgomeryshire, du révérend prébendaire Ernest Halden Beattie et d'Ethel Knowles. Il fait ses études à l'Abberley Hall School de Worcester. Il rejoint la Royal Navy en 1925 en tant que cadet.
En mars 1942, alors lieutenant commander âgé de 33 ans, il commande le HMS Campbeltown, pivot tactique du raid sur Saint-Nazaire : l'opération Chariot. Il en reçoit la Croix de Victoria.

« For great gallantry and determination in the attack on St. Nazaire in command of HMS Campbeltown. Under intense fire directed at the bridge from point blank range of about 100 yards, and in the face of the blinding glare of many searchlights, he steamed her into the lock-gates and beached and scuttled her in the correct position. This Victoria Cross is awarded to Lieutenant-Commander Beattie in recognition not only of his own valour but also of that of the unnamed officers and men of a very gallant ship's company, many of whom have not returned. »

Que l'on peut traduire ainsi : « Pour sa grande bravoure et sa détermination lors de l'attaque de Saint-Nazaire aux commandes du HMS Campbeltown. Sous un feu intense dirigé sur le pont à bout portant d'environ 100 mètres, et face à l'éclat aveuglant de nombreux projecteurs, il l'a fait entrer dans les portes d'écluse, l'a échoué et l'a sabordé dans la bonne position. Cette Croix de Victoria est décernée au lieutenant commandeur Beattie en reconnaissance non seulement de sa propre bravoure, mais également de celle des officiers et hommes anonymes d'un équipage de navire très vaillant, dont beaucoup ne sont pas revenus. ».
Après avoir échoué sur la porte sud de la forme Joubert le navire rempli d'explosifs cachés qui ont explosé le lendemain, ruinant avec succès Saint-Nazaire en tant que port de la marine nazie, Beattie est fait prisonnier de guerre par les Allemands. Il passe la première partie de sa captivité au Frontstalag 133 à Rennes en France avant d'être transféré au Marlag und Milag Nord, le camp de prisonniers de guerre pour les prisonniers de la Royal Navy et de la Marine marchande, près de Brême. Il est informé de la récompense alors qu'il est en captivité, lors d'un défilé spécial au camp. Il reste en captivité jusqu'au 10 avril 1945, date à laquelle, faisant partie d'une colonne de prisonniers de guerre évacués du camp de prisonniers par les Allemands, il est libéré à Lübeck. Il est plus tard mentionné dans des dépêches pour sa vaillance en captivité.
En 1947, Beattie reçoit la Légion d'honneur française. Il atteint ensuite le grade de captain et sert comme officier supérieur de la marine dans le golfe Persique d'avril 1956 à avril 1958. Sa dernière nomination entre 1957 et 1960 est celle de commandant du HMS Birmingham et de capitaine de pavillon auprès de l'officier général des flottilles de la flotte intérieure. Il prend sa retraite de la marine en juillet 1960. Plus tard, au milieu des années 1960, il est conseiller naval auprès du gouvernement éthiopien.
Il meurt à Mullion, dans les Cornouailles. Il est enterré au cimetière de Ruan Minor à Helston, Cornouailles, Royaume-Uni. En septembre 2023, une plaque commémorative est dédiée à sa mémoire par l'évêque de Hereford dans l'église paroissiale de sa ville natale à Leighton.
Sa Croix de Victoria est exposée à l'Imperial War Museum de Londres, en Angleterre.